# Сетипини
Сетипините (Setipinna) са род актиноптери от семейство Хамсиеви (Engraulidae).
Таксонът е описан за пръв път от Swainson през 1839 година.

## Видове
- Setipinna breviceps
- Setipinna brevifilis
- Setipinna melanochir
- Setipinna paxtoni
- Setipinna phasa
- Setipinna taty
- Setipinna tenuifilis
- Setipinna wheeleri